# Amerikas nya författare
Amerikas nya författare är en bok av Artur Lundkvist utgiven 1940.
Boken är en presentation av samtida ny amerikansk litteratur. Den består av två längre essäer om Ernest Hemingway och William Faulkner, vilka i inledningen kallas för de två sinsemellan olika "portalfigurerna till 1930-talets amerikanska prosadiktning", samt kortare presentationer av författarna John Dos Passos, Louis Bromfield, Thomas Wolfe, John Steinbeck, Erskine Caldwell, Frederic Prokosch, William Saroyan, Kay Boyle, Henry Miller, James M. Cain, James T. Farrell och Albert Halper.

## Källa
Artur Lundkvist, Amerikas nya författare, Albert Bonniers förlag 1940